# 곡물 선물법
곡물 선물법(영어: Grain Futures Act, ch. 369, 42 Stat. 998, 7 U.S.C. § 1)은 1922년 9월 21일 제정된 미국 연방법으로, 특정 상품 선물 거래 규제와 상품선물거래위원회의 전신 조직인 곡물 선물 관리국 설립을 초래했다.
곡물 선물법이 된 법안은 미국 대법원이 힐 대 월리스 259 U.S. 44 (1922) 판결에서 1921년 선물 거래법을 위헌으로 선언한 지 2주 후에 미국 의회에 제출되었다. 곡물 선물법은 시카고 무역위원회 대 올슨 262 US 1 (1923) 판결에서 미국 대법원에 의해 합헌으로 인정되었다.
1936년에 이 법은 상품거래법으로 개정되었다. 이 법은 1974년에 상품선물거래위원회를 설립함으로써 추가로 대체되었다. 1982년에 상품선물거래위원회는 전국선물협회를 설립했다.

## 같이 보기
- 전국선물협회
- 상품거래법
- 상품선물거래위원회
- 선물시장
- 선물 계약